# Urningangg jezik
Urningangg jezik (ISO 639-3: urc; uningangk, wuningak), jedan od tri australska jezika porodice giimbiyu, koji se donedavno govorio u Arnhemovoj Zemlji uz gornje pritoke tijeke Alligator River. Od sva tri jezika ove porodice, ostala dva su erre [err] i mangerr [zme] više nijedan nije živ, a nestali su 80.-tih godina 20. stoljeća. Godine 1983. govorilo ga je još 10 osoba (1983 Black).
Urningangg je bio razumljiv jeziku Mangerr.
1. ↑  Ethnologue (16th)
2. ↑  Ethnologue (15th)

## Vanjske poveznice
- Ethnologue (14th)